# Artiom Bykov
Artiom Guennadiévitch Bykov (en russe : Артём Геннадьевич Быков) ou Artsiom Henadziévitch Bykaw (en biélorusse : Арцём Генадзевіч Быкаў) est un footballeur international biélorusse né le 19 octobre 1992 à Minsk. Il évolue au poste de milieu de terrain au Dinamo Minsk.

## Biographie

### Carrière en club
Natif de Minsk, Artiom Bykov effectue sa formation au sein du club local du Zorka-BDU Minsk, où il fait ses débuts professionnels en troisième division durant la saison 2009. Il rejoint en 2011 le Dinamo Minsk, avec qui il fait ses débuts en première division le 10 juillet contre le Dniepr Mahiliow. Il est par la suite prêté au Biaroza-2010 pour la première partie de l'année 2012 avant de revenir à Minsk et de s'imposer progressivement au sein de l'effectif premier à partir de 2013, disputant 25 rencontres de championnat sur 32 et marquant son premier but le 26 octobre contre le FK Homiel. Il prend également part à sa première campagne européenne en jouant la Ligue Europa au cours de l'été.
Durant l'été 2014, il subit une grave blessure à la jambe dont il se remet difficilement durant la première partie de la saison 2015, Bykov étant par la suite prêté au FK Minsk pour la fin de saison avant de revenir au Dinamo. Il y retrouve alors une place de titulaire régulier avant de résilier son contrat à l'été 2018.
Dans la foulée de ce départ, Bykov s'engage en faveur du Dinamo Brest. Il y est utilisé de manière régulière durant la fin de saison 2018 mais apparaît de manière plus sporadique l'année suivante en raison de blessures à partir du mois de mai, tandis que le Dinamo remporte le championnat au terme de la saison.
Après une année et demie à Brest, il fait son retour au Dinamo Minsk en janvier 2021.

### Carrière internationale
Régulièrement sélectionné dans les équipes de jeunes de la Biélorussie, Artiom Bykov est appelé pour la première fois au sein de la sélection A par Georgi Kondratiev au mois de mai 2014 et connaît ses premières sélections à l'occasion de deux matchs amicaux face à l'Iran et le Liechtenstein. Il n'est par la suite plus rappelé jusqu'en juin 2017, après qui il est convoqué pour disputer plusieurs rencontres de qualification pour la Coupe du monde 2018. Il n'est à nouveau plus appelé depuis la fin d'année 2017.

## Statistiques
| Saison                | Club                  | Championnat           | Championnat | Championnat | Coupe(s) nationale(s) | Coupe(s) nationale(s) | Compétition(s) continentale(s) | Compétition(s) continentale(s) | Compétition(s) continentale(s) | Total | Total |
| Saison                | Club                  | Division              | M.          | B.          | M.                    | B.                    | Comp.                          | M.                             | B.                             | M.    | B.    |
| 2009                  | Zorka-BDU Minsk       | D3                    | 21          | 0           | -                     | -                     | -                              | -                              | -                              | 21    | 0     |
| 2010                  | Zorka-BDU Minsk       | D3                    | 29          | 6           | -                     | -                     | -                              | -                              | -                              | 29    | 6     |
| Sous-total            | Sous-total            | Sous-total            | 50          | 6           | -                     | -                     | -                              | -                              | -                              | 50    | 6     |
| 2011                  | Dinamo Minsk          | D1                    | 3           | 0           | 2                     | 0                     | -                              | -                              | -                              | 5     | 0     |
| 2012                  | Dinamo Minsk          | D1                    | 4           | 0           | 2                     | 1                     | -                              | -                              | -                              | 6     | 1     |
| 2013                  | Dinamo Minsk          | D1                    | 25          | 1           | 4                     | 1                     | C3                             | 5                              | 1                              | 34    | 3     |
| 2014                  | Dinamo Minsk          | D1                    | 18          | 2           | 5                     | 0                     | C3                             | 2                              | 0                              | 25    | 2     |
| 2015                  | Dinamo Minsk          | D1                    | 12          | 1           | 2                     | 0                     | C3                             | 2                              | 0                              | 16    | 1     |
| 2016                  | Dinamo Minsk          | D1                    | 20          | 3           | 4                     | 0                     | C3                             | 6                              | 2                              | 30    | 5     |
| 2017                  | Dinamo Minsk          | D1                    | 29          | 2           | 4                     | 0                     | C3                             | 3                              | 0                              | 36    | 2     |
| 2018                  | Dinamo Minsk          | D1                    | 15          | 1           | 1                     | 0                     | C3                             | 1                              | 0                              | 17    | 1     |
| Sous-total            | Sous-total            | Sous-total            | 126         | 10          | 24                    | 2                     | -                              | 19                             | 3                              | 169   | 15    |
| 2012                  | Biaroza-2010 (prêt)   | D2                    | 12          | 2           | -                     | -                     | -                              | -                              | -                              | 12    | 2     |
| 2015                  | FK Minsk (prêt)       | D1                    | 10          | 1           | 2                     | 0                     | -                              | -                              | -                              | 12    | 1     |
| Sous-total            | Sous-total            | Sous-total            | 22          | 3           | 2                     | 0                     | -                              | -                              | -                              | 24    | 3     |
| 2018                  | Dinamo Brest          | D1                    | 12          | 2           | 1                     | 0                     | -                              | -                              | -                              | 13    | 2     |
| 2019                  | Dinamo Brest          | D1                    | 11          | 0           | 1                     | 0                     | -                              | -                              | -                              | 12    | 0     |
| 2020                  | Dinamo Brest          | D1                    | 22          | 0           | 6                     | 0                     | C1+C3                          | 3+1                            | 0                              | 32    | 0     |
| Sous-total            | Sous-total            | Sous-total            | 45          | 2           | 8                     | 0                     | -                              | 4                              | 0                              | 57    | 2     |
| 2021                  | Dinamo Minsk          | D1                    | 27          | 3           | 1                     | 0                     | -                              | -                              | -                              | 28    | 3     |
| Total sur la carrière | Total sur la carrière | Total sur la carrière | 270         | 24          | 35                    | 2                     | -                              | 23                             | 3                              | 328   | 29    |

## Palmarès
Dinamo Brest
- Champion de Biélorussie en 2019.
- Finaliste de la Coupe de Biélorussie en 2020.
- Vainqueur de la Supercoupe de Biélorussie en 2019 et 2020.